# Haplochromis orthostoma
Haplochromis orthostoma es una especie de peces de la familia Cichlidae en el orden Perciformes.

## Morfología
Los machos pueden llegar alcanzar los 9,1 cm de longitud total.

## Hábitat
Es una especie de clima tropical que vive entre 23 °C-27 °C de temperatura.

## Distribución geográfica
Se encuentran en África: lago Salisury.   